# Universität Dosso
Die Universität Dosso (französisch Université de Dosso) ist eine staatliche Universität in der Stadt Dosso im westafrikanischen Binnenstaat Niger.

## Geschichte
Die Universität Dosso wurde durch ein Gesetz vom 19. August 2014 gegründet, mit dem auch die Universität Agadez, die Universität Diffa und die Universität Tillabéri geschaffen wurden. Die neuen Universitäten sollten jeweils einen Themenbereich hervorheben, der die Potenziale der Region, in der sie angesiedelt wurden, widerspiegelte. Im Fall der Region Dosso war dies die Rolle als grenzüberschreitender Knotenpunkt, die zur Spezialisierung auf digitale Wirtschaft führte. Zum ersten Rektor der Universität Dosso wurde am 16. Januar 2015 Zibo Garba ernannt.
Im ersten Jahr waren 100 Studierende eingeschrieben. Im Studienjahr 2018/2019 betrug die Anzahl der Studierenden 224, davon 57 Frauen. Sie waren mit unzureichenden Unterkünften und Problemen beim Transport konfrontiert. Um dagegen zu protestieren, veranstalteten sie im Oktober 2019 ein Sit-in am Sitz des Gouverneurs der Region Dosso.

## Campus

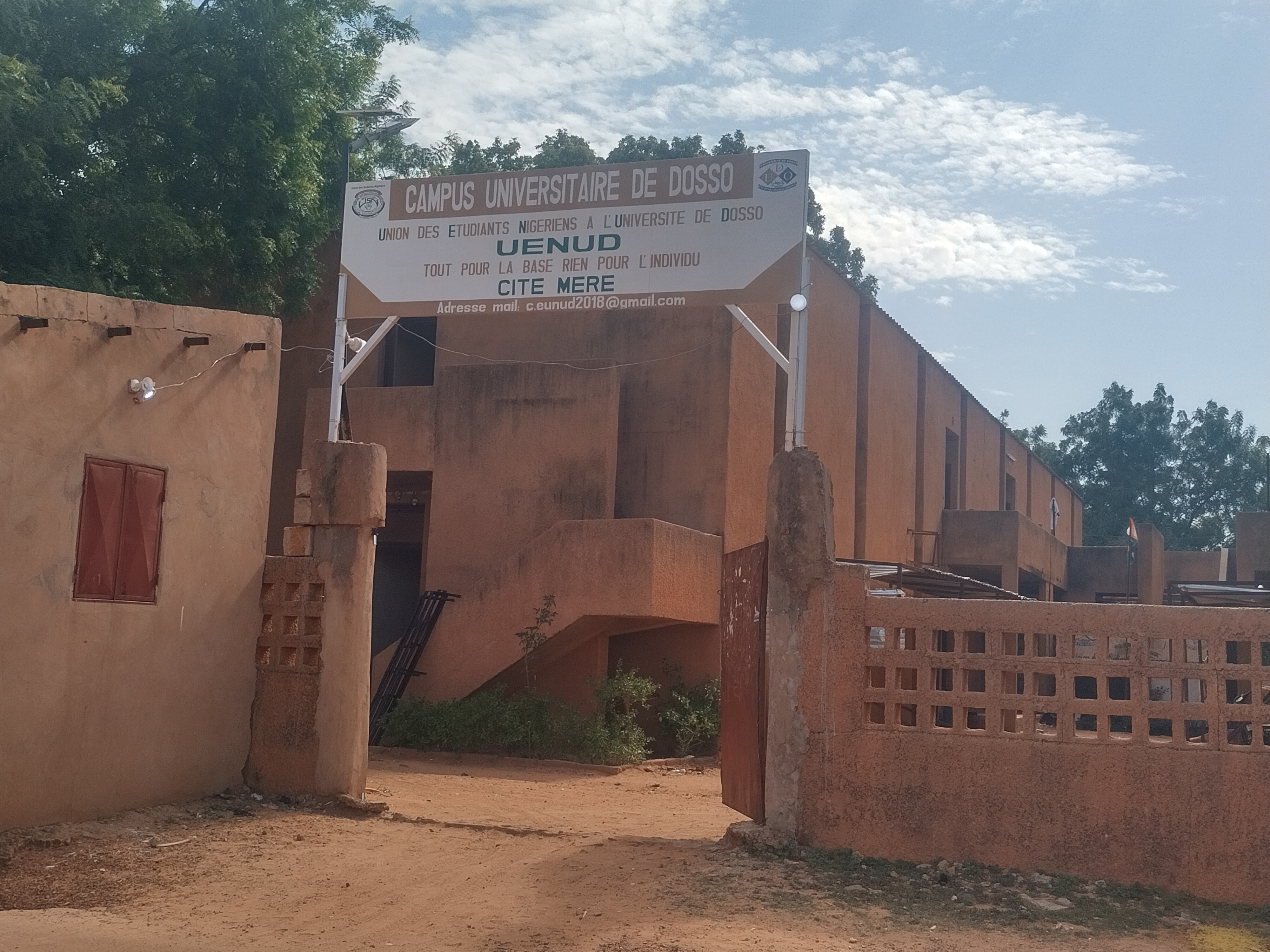
Universitätscampus Dosso (2023)

Die Universität Dosso verfügt über einen Hörsaal mit 180 Plätzen. Im Jahr 2017 wurde sie mit vier neuen technischen Laboren ausgestattet.

## Abteilungen
- Naturwissenschaftliche Fakultät
- Technisches Universitätsinstitut[4]